# Alexandru Nevski (film)

Coperta DVD-ului

Alexandru Newski (titlul original: în rusă Александр Невский, transliterat: Aleksandr Nevski) este un film istoric sovietic, realizat în 1938 în regia lui Serghei Eisenstein și Dmitri Vasiliev, având protagoniști pe Nikolai Cerkasov, Nikolai Ohlopkov și Andrei Abrikosov. Filmul îl are în centrul acțiunii pe eroul național rus Aleksandr Nevski.
A primit Premiul de Stat al URSS în 1941. Este considerat cel mai bun film sovietic din anii 1930.

## Rezumat
Filmul începe cu prezentarea teritoriului rus prin anul 1242, când o parte din el era ocupat de mongoli. Din vest înaintau cavalerii teutoni, care ocupaseră deja orașul Pskov, unde tratau deosebit de brutal populația locală. În această situație Aleksandr Nevski, cneaz al Novgorodului, a început să pregătească o mișcare de eliberare și de alungare a invadatorilor.
El câștigă o bătălie importantă în aprilie 1242, împotriva ordinului teuton, la Peipsi, când a reușit să-i ademenească pe teutoni pe lacul înghețat, unde va reuși să-i învingă.
La sfârșitul filmului, Nevski este ovaționat de mulțime.

## Distribuție
- Nikolai Cerkasov - cneazul Aleksandr Nevski
- Nikolai Ohlopkov - Vasili Buslaev
- Andrei Abrikosov - Gavrilo Oleksici
- Dmitri Orlov - Ignat, maistrul armurier
- Vasili Novikov - Pavșa, voievod al Pskovului
- Nikolai Arski - Domaș Tverdislavici, un boier din Novgorod
- Varvara Massalitinova - Amelfa Timoferevna, mama lui Buslai
- Valentina Ivașova - Olga Danilovna, o fată din Novgorod
- Aleksandra Danilova - Vasilisa, o fată din Pskov
- Vladimir Ierșov - Hermann von Balk, marele maestru al Ordinului Teuton
- Serghei Blinnikov - Tverdilo, trădătorul Pskovului
- Ivan Lagutin - călugărul Anani
- Lev Fenin - arhiepiscopul
- Naum Rogojin - călugărul cu gluga neagră

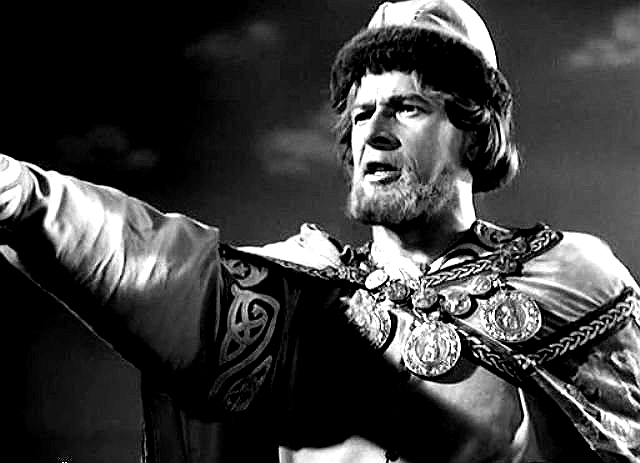
Scenă din film

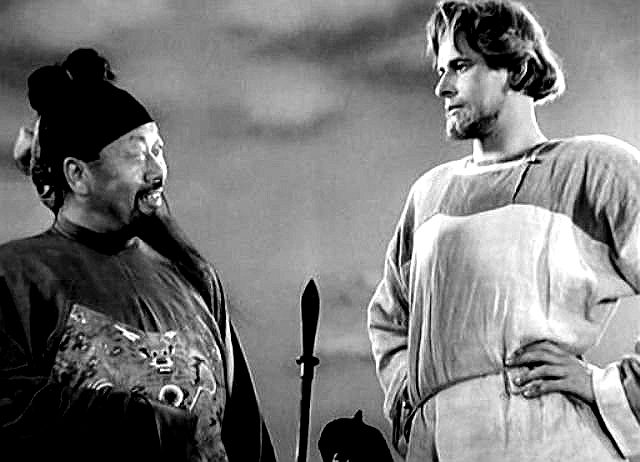
Scenă din film